# Robert H. MacArthur
Robert Helmer MacArthur (Toronto, 7 april 1930 – Princeton, 1 november 1972) was een  Amerikaans ecoloog die een grote invloed heeft gehad op het gebied van de synecologie of gemeenschapsecologie (community ecology) en de populatiebiologie. 
MacArthur speelde als student van G. Evelyn Hutchinson een belangrijke rol in de verdere ontwikkeling van het concept niche en met Edward Osborne Wilson schreef hij The Theory of Island Biogeography, een boek dat het denken over biogeografie sterk heeft beïnvloed. Dit werk was een inspiratie voor veel onderzoek binnen de gemeenschapsecologie en leidde tot de ontwikkeling van de moderne landschapsecologie. 
MacArthur hechtte veel belang aan het toetsen van hypotheses met behulp van statistische toetsen waarmee hij de ecologie veranderde van een observerende wetenschap tot een experimentele wetenschap en dit leidde ook tot de opkomst van de theoretische ecologie.